# Adventure Island (serie)
Adventure Island es una serie de videojuegos de aventuras producida y distribuida por Hudson Soft cuyos títulos han aparecido en consolas como la NES, SNES, Game Boy, TurboGrafx-16, Nintendo GameCube, PlayStation 2 y más recientemente en la Consola Virtual de Wii. La serie es actualmente propiedad de Konami por la absorción de Hudson Soft por esta última en 2012.

## Juegos
- Adventure Island (NES, Game Boy, MSX, Consola Virtual)
- Adventure Island II (NES, Game Boy)
- Adventure Island 3 (NES)
- Adventure Island IV (NES) (sólo Japón)
- New Adventure Island (TurboGrafx-16, Consola Virtual)
- Super Adventure Island (SNES)
- Super Adventure Island II (SNES)
- Adventure Island (Famicom Mini Series - GBA)
- Hudson Selection Volume 4: Adventure Island (GameCube, PlayStation 2)
- Hudson Best Collection Volume 6: Takahashi Meijin no Boukenjima (Game boy Advance (GBA)) (solo en Japón)
- Adventure Island of New Master Takahashi (新高橋名人の冒険島?) teléfonos móviles (solo en Japón)
- Adventure Island Super Master Takahashi (Super高橋名人の冒険島?) teléfonos móviles (solo en Japón)
- Adventure island of pachinko Master Takahashi (パチンコ高橋名人の冒険島?) teléfonos móviles (solo en Japón)
- Adventure Island Takahashi Meijin Quest (高橋名人の冒険島クエスト?) teléfonos móviles (solo en Japón)